# Tricarico
Tricarico är en ort och kommun i provinsen Matera i regionen Basilicata i Italien. Kommunen hade 5 202 invånare (2017).